# Emma Britt Waldron
Emma Britt Waldron (Waterford, 1989) è una modella irlandese, incoronata Regina continentale europea in occasione di Miss Mondo 2010, che si è tenuto il 30 ottobre 2010 a Sanya, dove si è anche classificata al quarto posto in rappresentanza dell'Irlanda
.
In precedenza la modella aveva vinto la corona di Miss Irlanda 2010, e grazie a tale titolo aveva avuto il diritto di rappresentare la propria nazione nei concorsi di bellezza internazionali, come Miss Mondo appunto, dove ha anche vinto la fascia di Miss World Talent il 26 ottobre 2010. Al momento dell'incoronazione Emma Waldron era una studentessa universitaria.